# Oldřich Kvapil
Oldřich Kvapil (20 febbraio 1911 – 9 marzo 1975) è stato un calciatore cecoslovacco, di ruolo centrocampista.

## Carriera

### Nazionale
Il 27 settembre 1936 debutta con la Cecoslovacchia affrontando la Germania (1-2).